# Niu de metralladores del Mas Antic
El Niu de metralladores de Ca l'Antic o Búnquer del Mas Antic és un búnquer del Masnou (Maresme).

## Descripció
Niu de metralladores militar de planta quadrangular amb la part frontal arrodonida situat a prop del Mas Antic. Les obertures (entrada i espitlleres) estan tapiades per obra moderna. Les parets i la coberta també tenen recobriment modern i és impossible determinar-ne la tècnica constructiva. La paret est està reaprofitada per posar-hi unes dutxes de platja.
Malgrat tot, per paral·lels es pot saber que tindria un parell d'espitlleres i l'entrada seria per la part posterior. La tècnica constructiva seria amb formigó armat i les parets podrien anar recobertes d'un parament que l'integrés en el paisatge.

## Història
A tot el llarg de la línia de costa de Catalunya, trobem dispersos una sèrie de construccions de caràcter defensiu, que es remunten a la Guerra Civil espanyola (1936-1939).
Foren construïts per la República i es destinaren soldats per a la seva edificació, juntament amb voluntaris civils, sobretot de la CNT. Es coneix gràcies a un document del Consell Municipal de Premià de Mar que en la construcció hi van participar civils. En aquest document s'insta a tots els ciutadans compresos en la mobilització general últimament decretada, que per imperatius de necessitat de guerra i defensa es trobaven en l'obligació ineludible de complir una o vàries jornades de treball de 6 hores cada una quan així fossin requerits, mitjançant la presentació d'una tarja numerada, la qual es deurà entregar a petició de qualsevulla dels companys que formen la Comissió, a l'efecte de que se li avali degudament quant estigui complint la jornada.
Posteriorment, acabat el conflicte, foren reutilitzats per l'exèrcit victoriós i fins i tot podria haver reforçat la línia construint-ne de nous. Per acabar, la Guàrdia Civil en va fer servei per tasques de vigilància costera. Alguns d'aquests elements o búnquers han arribat fins els nostres dies, altres ja han desaparegut a causa de vicissituds diverses.